# Villa Vakuna
Die Villa Vakuna ist eine Villa und ehemalige Kurpension in der Frühlingstraße im Bad Reichenhall.
Die Villa Vakuna steht unter Denkmalschutz und ist unter der Nummer D-1-72-114-132 in die Bayerische Denkmalliste eingetragen.

## Geschichte
Die Villa Vakuna entstand zur Blütezeit des Kurbetriebs in Bad Reichenhall um die Jahrhundertwende. Damals wurden Dutzende Hotels, Kurpensionen und Fremdenheime errichtet, um die Kurgäste und Sommerfrischler unterzubringen. Heute werden Gebäude dieser Art kaum noch für touristische Zwecke verwendet, die Villa Vakuna wird inzwischen als normales Wohnhaus genutzt.

## Beschreibung
Die Villa Vakuna hat einen Eckerkerturm, eine Neurenaissance-Putzgliederung und mehrgeschossige Balkons. Das Bauwerk ist mit dem Jahr 1902 bezeichnet.

## Lage
Die Villa Vakuna liegt an der südlichen Ecke der Straßenkreuzung Salzburger- und Rinckstraße in Bad Reichenhall.